# Faber-Jackson-Beziehung
Die Faber-Jackson-Beziehung (nach Sandra M. Faber und Robert Earl Jackson, die die Beziehung 1976 entdeckten) ist ein beobachteter Zusammenhang zwischen Leuchtkraft L und der Geschwindigkeitsdispersion {\displaystyle \sigma } in elliptischen Galaxien. Danach hängt die Leuchtkraft proportional von einer Potenz der Geschwindigkeitsdispersion ab:
{\displaystyle L\propto \sigma ^{\gamma }}
Der Exponent {\displaystyle \gamma } liegt sehr nahe bei 4.
Die Faber-Jackson-Beziehung ist zu verstehen als Projektion der Fundamentalebene von elliptischen Galaxien, um auch bei unbekannter Entfernung von elliptischen Galaxien die Leuchtkraft und schließlich die Geschwindigkeitsdispersion einer elliptischen Galaxie zu bestimmen.

## Herleitung
Man kann die Form der Faber-Jackson-Beziehung unter gewissen idealisierenden Annahmen leicht abschätzen. Daraus ergibt sich der Exponent der Beziehung zu {\displaystyle \gamma =4}. Der tatsächlich beobachtete Exponent hängt vom Verlauf der Dichte sowie des Masse-Leuchtkraft-Verhältnisses ab und weicht von dem theoretischen Wert mehr oder weniger stark ab. 
Die potentielle Energie einer selbstgravitierenden Masseverteilung von Radius R und Masse M ist
{\displaystyle U=-{\frac {3}{5}}{\frac {GM^{2}}{R}}}
Die gesamte kinetische Energie ist
{\displaystyle T={\frac {1}{2}}M\sigma ^{2}}
Mit dem Virialtheorem ({\displaystyle 2T+U=0}) folgt
{\displaystyle \sigma ^{2}={\frac {3}{5}}{\frac {GM}{R}}}.
Wenn Masse und Leuchtkraft zueinander proportional sind, {\displaystyle M\propto L}, kann M ersetzt werden und hat noch
{\displaystyle L\propto {\frac {\sigma ^{2}R}{G}}},
eine Beziehung zwischen R und der Geschwindigkeitsdispersion:
{\displaystyle R\propto {\frac {LG}{\sigma ^{2}}}}.
Mit einer konstanten Oberflächenhelligkeit
{\displaystyle B={\frac {L}{4\pi R^{2}}}}
folgt
{\displaystyle L=4\pi R^{2}B},
{\displaystyle L\propto 4\pi \left({\frac {LG}{\sigma ^{2}}}\right)^{2}B},
und schlussendlich der gesuchte Zusammenhang zwischen Leuchtkraft und Geschwindigkeitsdispersion:
{\displaystyle L\propto {\frac {\sigma ^{4}}{4\pi G^{2}B}}\propto \sigma ^{4}},